# Onthophagus taichii
Onthophagus taichii är en skalbaggsart som beskrevs av Ochi, Kon och Barclay 2008. Onthophagus taichii ingår i släktet Onthophagus och familjen bladhorningar. Inga underarter finns listade i Catalogue of Life.